# Президент Болгарии

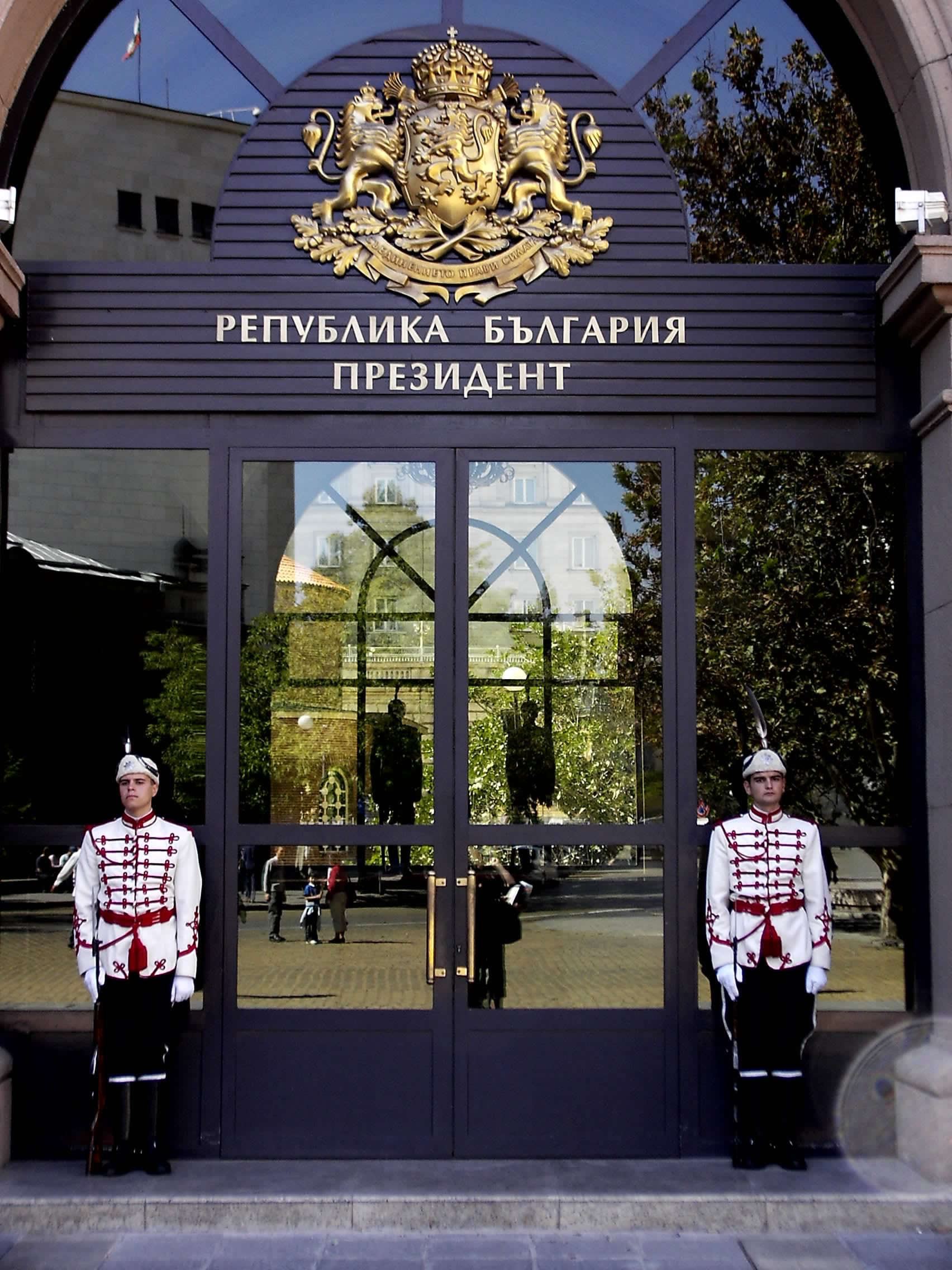
Гвардейцы у входа в резиденцию президента Болгарии

Президе́нт Болга́рии (болг. Президент на България) — глава государства и верховный главнокомандующий Вооружёнными силами Болгарии. Он олицетворяет единство нации и представляет Республику Болгарию в международных отношениях. Президент избирается на всеобщем, равном и тайном голосовании, на срок до 5 лет. Его функции и полномочия определяются четвёртой главой болгарской конституции. Конституционная сообразность указов и иных актов президента определяется Конституционным судом Республики Болгарии.
В 1990—1992 годах должность называлась Председатель (президент) (болг. Председател (президент) на България).
C 22 января 2017 года действующим президентом Болгарии является Румен Радев.
Приведены лица, являвшиеся главой государства в Болгарии, после ликвидации монархии в 1946 году.

## Полномочия
Президент Болгарии имеет право налагать вето на решения Народного собрания и они считаются действительными только после его подписи. Однако, президент имеет право отклонять любое решение парламента не более, чем три раза. Если народное собрание принимает одно и то же решение в четвёртый раз подряд, оно считается действительным, несмотря на мнение президента.
В подчинении президента находится Национальная служба разведки.

## Народная Республика Болгария (1946—1990)
В 1946—1990 годах официальным названием Болгарии было Народная Республика Болгария (болг. Народна Република България), а власть в стране фактически принадлежала Болгарской коммунистической партии, возглавлявшей общественно-политическую организацию Отечественный фронт. Формальным главой государства являлся Председатель Президиума Народного Собрания (до 1971 года) и Председатель Государственного совета (после 1971 года) — глава коллективного исполнительного органа, выполнявшего президентские функции; фактически страной руководил Генеральный секретарь ЦК БКП.

### Временное председательство Народной Республики
Временное председательство Народной Республики было образовано 31 июля 1946 года 26-м Обыкновенным народным собранием, первым после переворота 9 сентября 1944 года, приведшего к власти правительство Отечественного фронта, в котором доминировала Болгарская рабочая партия (коммунисты). Правовой основой для его создания стал «Закон о референдуме народа об упразднении монархии и провозглашении Народной Республики» и о созыве Великого народного собрания. Временное председательство начало работу после проведения 8 сентября 1946 года республиканского референдума и упразднения 15 сентября 1946 года монархии, приняв на себя прекращённые полномочия монарха (представляемого Регентским советом).
Председателем Временного председательства стал председатель 26 Обыкновенного народного собрания коммунист Васил Петров Коларов. Он же возглавил VI Великое народное собрание, работавшее с 7 ноября 1946 года по 21 октября 1949 года и выработавшее «Дмитровскую конституцию», принятую 4 декабря 1947 года. 9 декабря 1947 года, после избрания в соответствии с принятой конституцией Президиума Народного собрания НРБ как коллективного главы Народной республики, Временное председательство было упразднено.
| #                                        | Фото | Имя                                                         | Начало полномочий | Конец полномочий | Партия                                 | Ссылки      |
| ---------------------------------------- | ---- | ----------------------------------------------------------- | ----------------- | ---------------- | -------------------------------------- | ----------- |
| Председатель Временного председательства |      |                                                             |                   |                  |                                        |             |
| 1                                        |      | Васил Петров Коларов (1877—1950) болг. Васил Петров Коларов | 15 сентября 1946  | 9 декабря 1947   | Болгарская рабочая партия (коммунисты) | [ 1 ] [ 2 ] |

### Председатели Президиума Народного собрания
Согласно «Димитровской конституции», заимствовавшей многие положения из Конституции СССР 1936 года, в стране не было единоличного главы государства. Большинство его функций осуществлялось постоянно действующим коллективным органом — Президиумом Народного собрания НРБ. Согласно Конституции, Председатель Президиума Народного собрания НРБ (болг. Председател на Президиум на Народното събрание на Народна република България) был для других членов президиума лишь первым среди равных, однако на практике многие полномочия Президиума исполнялись Председателем единолично. Кроме Председателя, в состав Президиума входило два его заместителя (болг. Подпредседател), секретарь и рядовые члены. Заместители председателя исполняли совместно его полномочия в случае вакансии поста.
| #                                          | Фото           | Имя                                                                                  | Начало полномочий | Конец полномочий                   | Партия                                                                      |
| ------------------------------------------ | -------------- | ------------------------------------------------------------------------------------ | ----------------- | ---------------------------------- | --------------------------------------------------------------------------- |
| Председатели Президиума Народного собрания |                |                                                                                      |                   |                                    |                                                                             |
| 2                                          |                | Минчо Колев Нейчев (1887—1956) болг. Минчо Колев Нейчев                              | 9 декабря 1947    | 16 января 1950                     | Болгарская рабочая партия (коммунисты) → Болгарская коммунистическая партия |
| 2                                          | 16 января 1950 | Минчо Колев Нейчев (1887—1956) болг. Минчо Колев Нейчев                              | 27 мая 1950       | Болгарская коммунистическая партия |                                                                             |
| 3                                          |                | Георги Пырванов Дамянов (1892—1958) болг. Георги Първанов Дамянов                    | 27 мая 1950       | Болгарская коммунистическая партия | 13 января 1954                                                              |
| 3                                          | 13 января 1954 | Георги Пырванов Дамянов (1892—1958) болг. Георги Първанов Дамянов                    | 12 января 1958    | Болгарская коммунистическая партия |                                                                             |
| 3                                          | 12 января 1958 | Георги Пырванов Дамянов (1892—1958) болг. Георги Първанов Дамянов                    | 27 ноября 1958    | Болгарская коммунистическая партия |                                                                             |
| и. о.                                      |                | Георги Кулишев Гугов (Георги Кулишев) (1885—1974) болг. Георги Кулишев Гугов         | 27 ноября 1958    | 30 ноября 1958                     | независимый                                                                 |
| и. о.                                      |                | Николай Георгиев Иванов (Николай Георгиев) (1906—1988) болг. Николай Георгиев Иванов | 27 ноября 1958    | 30 ноября 1958                     | Болгарский земледельческий народный союз                                    |
| 4                                          |                | Димитр Ганев Вербанов (Димитр Ганев) (1898—1964) болг. Димитър Ганев Върбанов        | 30 ноября 1958    | 14 марта 1962                      | Болгарская коммунистическая партия                                          |
| 4                                          | 14 марта 1962  | Димитр Ганев Вербанов (Димитр Ганев) (1898—1964) болг. Димитър Ганев Върбанов        | 20 апреля 1964    |                                    | Болгарская коммунистическая партия                                          |
| и. о.                                      |                | Георги Кулишев Гугов (Георги Кулишев) (1885—1974) болг. Георги Кулишев Гугов         | 20 апреля 1964    | 23 апреля 1964                     | независимый                                                                 |
| и. о.                                      |                | Николай Георгиев Иванов (Николай Георгиев) (1906—1988) болг. Николай Георгиев Иванов | 20 апреля 1964    | 23 апреля 1964                     | Болгарский земледельческий народный союз                                    |
| 5                                          |                | Георги Трайков Гировски (Георги Трайков) (1898—1975) болг. Георги Трайков Гировски   | 23 апреля 1964    | 10 марта 1966                      | Болгарский земледельческий народный союз                                    |
| 5                                          | 10 марта 1966  | Георги Трайков Гировски (Георги Трайков) (1898—1975) болг. Георги Трайков Гировски   | 6 июля 1971       |                                    | Болгарский земледельческий народный союз                                    |

### Председатели Государственного совета
Государственный совет Народной Республики Болгарии являлся постоянным органом государственной власти в стране с 9 июля 1971 года по 10 апреля 1990 года.
Решение о создании Государственного совета было принято на пленуме Центрального комитета Болгарской коммунистической партии в 1968 году. Это решение было воплощено в жизнь в  новой Конституции, вступившей в силу 18 мая 1971 года. Временно, до избрания Государственного совета, его конституционные функции выполнял прежний состав Президиума Народного собрания НРБ. Первый состав Государственного совета был сформирован 9 июля 1971 года на первом заседании выбранного в соответствии с новой конституцией Народного собрания НРБ.
Председателем Государственного совета являлся, по традиции, Генеральный секретарь ЦК БКП, а первым заместителем — секретарь (высший руководитель) Болгарского земледельческого народного союза.
3 апреля 1990 года на основе соглашения, достигнутого правительством и оппозицией на проведённом Национальном круглом столе, 9-е (35-е) Народное собрание приняло поправку к Конституции, упразднявшую Государственный совет и устанавливающую институт Президента республики.
| #                                    | Фото         | Имя                                                         | Начало полномочий | Конец полномочий | Партия                             |
| ------------------------------------ | ------------ | ----------------------------------------------------------- | ----------------- | ---------------- | ---------------------------------- |
| Председатели Государственного совета |              |                                                             |                   |                  |                                    |
| 6                                    |              | Тодор Христов Живков (1911—1998) болг. Тодор Христов Живков | 9 июля 1971       | 16 июня 1976     | Болгарская коммунистическая партия |
| 6                                    | 16 июня 1976 | Тодор Христов Живков (1911—1998) болг. Тодор Христов Живков | 18 июня 1981      |                  | Болгарская коммунистическая партия |
| 6                                    | 18 июня 1981 | Тодор Христов Живков (1911—1998) болг. Тодор Христов Живков | 18 июня 1986      |                  | Болгарская коммунистическая партия |
| 6                                    | 18 июня 1986 | Тодор Христов Живков (1911—1998) болг. Тодор Христов Живков | 17 ноября 1989    |                  | Болгарская коммунистическая партия |
| 7 (I)                                |              | Петр Тошев Младенов (1936—2000) болг. Петър Тошев Младенов  | 17 ноября 1989    | 3 апреля 1990    | Болгарская коммунистическая партия |

### Председатель (президент) НРБ
3 апреля 1990 года на основе соглашения, достигнутого правительством и оппозицией на проведённом Национальном круглом столе, 9-е (35-е) Народное собрание приняло поправку к Конституции, упразднявшую Государственный совет и устанавливающую институт Председателя (президента). В тот же день на состоявшемся в Народном собрании голосовании на этот пост был избран Петр Тошев Младенов. Кроме того, в тот же день возглавляемая им Болгарская коммунистическая партия была переименована в Болгарскую социалистическую партию и приняла социал-демократическую платформу (после общепартийного референдума, прошедшего в марте).
Однако уже 6 июля 1990 года на фоне массовых протестов Петр Младенов был вынужден уйти в отставку. На начавшем работу 10 июля 1990 года 7-м Великом народном собрании (призванном принять новую конституцию) вторым Председателем (президентом) был избран председатель Союза демократических сил Желю Митев Желев.
15 ноября 1990 года принято новое наименование страны — Республика Болгария (болг. Република България).
| #                         | Фото | Имя                                                                                | Начало полномочий | Конец полномочий | Партия                             | Выборы           |
| ------------------------- | ---- | ---------------------------------------------------------------------------------- | ----------------- | ---------------- | ---------------------------------- | ---------------- |
| Председатели (президенты) |      |                                                                                    |                   |                  |                                    |                  |
| 7 (II)                    |      | Петр Тошев Младенов (1936—2000) болг. Петър Тошев Младенов                         | 3 апреля 1990     | 6 июля 1990      | Болгарская социалистическая партия | апрель 1990      |
| и. о.                     |      | Станко Тодоров Георгиев (Станко Тодоров) (1920—1996) болг. Станко Тодоров Георгиев | 6 июля 1990       | 17 июля 1990     | Болгарская социалистическая партия |                  |
| и. о.                     |      | Николай Тодоров Тодоров (1921—2003) болг. Николай Тодоров Тодоров                  | 17 июля 1990      | 1 августа 1990   | независимый                        |                  |
| 8 (I)                     |      | Желю Митев Желев (1935—2015) болг. Желю Митев Желев                                | 1 августа 1990    | 15 ноября 1990   | Союз демократических сил           | июль—август 1990 |

## Республика Болгария (с 1990)
15 ноября 1990 года принято новое наименование страны — Республика Болгария (болг. Република България).
С принятием Конституции Республики Болгария 12 июля 1991 года должность Председателя (президента) была заменена должностью Президента Болгарии (болг. Президент на България). Фактически изменение произошло 22 января 1992 года после избрания президента на первых общенациональных выборах, прошедших в два тура 12 и 19 января 1992 года.
| #                        | Фото | Имя                                                             | Начало полномочий | Конец полномочий | Партия                                    | Выборы    |
| ------------------------ | ---- | --------------------------------------------------------------- | ----------------- | ---------------- | ----------------------------------------- | --------- |
| Председатель (президент) |      |                                                                 |                   |                  |                                           |           |
| 8 (I)                    |      | Желю Митев Желев (1935—2015) болг. Желю Митев Желев             | 15 ноября 1990    | 22 января 1992   | Союз демократических сил                  |           |
| Президент                |      |                                                                 |                   |                  |                                           |           |
| 8 (II)                   |      | Желю Митев Желев (1935—2015) болг. Желю Митев Желев             | 22 января 1992    | 22 января 1997   | Союз демократических сил                  | 1992      |
| 9                        |      | Петр Стефанов Стоянов (1952—) болг. Петър Стефанов Стоянов      | 22 января 1997    | 22 января 2002   | Союз демократических сил                  | 1996      |
| 10                       |      | Георги Седефчов Пырванов (1957—) болг. Георги Седефчов Първанов | 22 января 2002    | 22 января 2012   | Болгарская социалистическая партия        | 2001 2006 |
| 11                       |      | Росен Асенов Плевнелиев (1964—) болг. Росен Асенов Плевнелиев   | 22 января 2012    | 22 января 2017   | Граждане за европейское развитие Болгарии | 2011      |
| 12                       |      | Румен Георгиев Радев (1963—) болг. Румен Георгиев Радев         | 22 января 2017    | действующий      | независимый                               | 2016 2021 |